# Mazzeo (nome)
Mazzeo  è un nome proprio di persona italiano maschile.

## Varianti
- Femminili: Mazzea[2]

## Origine e diffusione
Nome di scarsissima diffusione, attestato quasi unicamente al maschile; si tratta di una forma dialettale, tipicamente toscana, del nome di origine ebraica Matteo.
La sostituzione della doppia t con una doppia z è dovuta alla mancanza, in italiano, di un suono corrispondente a quello della lettera greca theta (θ), presente nella forma greca del nome, Ματθαίος (Matthaios); dallo stesso processo ha origine anche il nome Maffeo.

## Onomastico
L'onomastico si può festeggiare lo stesso giorno del nome Matteo, cioè generalmente il 21 settembre in memoria di san Matteo, apostolo ed evangelista.

## Persone
- Mazzeo di Ricco, poeta italiano